# Turbanella bocqueti
Turbanella bocqueti is een buikharige uit de familie Turbanellidae. Het dier komt uit het geslacht Turbanella. Turbanella bocqueti werd in 1958 voor het eerst wetenschappelijk beschreven door Kaplan. 